# Broerekerk (Bolsward)
De Broerekerk is een kerkgebouw in Bolsward in de Nederlandse provincie Friesland.

## Geschiedenis
De Broerekerk werd in de 13e eeuw gebouwd als kloosterkerk van de Minderbroeders. Na de beeldenstorm kwam de kerk in 1578 in gereformeerde handen, daarna werden de verlaten kloostergebouwen afgebroken. Als Hervormde kerk deed het dienst tot 1970. De driebeukige kerk zonder toren is een ruïne als gevolg van een brand op 8 mei 1980. In 1986 werd de kerk opengesteld. Het oudste gebouw van Bolsward kreeg in 2006 een glazen overkapping, naar ontwerp van architect Jelle de Jong. Het bouwwerk is een rijksmonument en sindsdien in gebruik als evenementenlocatie. 
In 1635 bouwde de Groningse orgelbouwer Anthonie Verbeeck een orgel in de Broerekerk, dat daar tot 1869 heeft dienstgedaan. In dat jaar werd het overgeplaatst naar de Martinikerk, waarbij het pijpwerk grotendeels verloren is gegaan. In 1967 verhuisde de orgelkas naar de Martinikerk (Groningen), in 1992 werden de restanten als transeptorgel in de Der Aa-kerk in Groningen geplaatst. Het staat bekend onder de naam ‘Bolswardorgel’.  

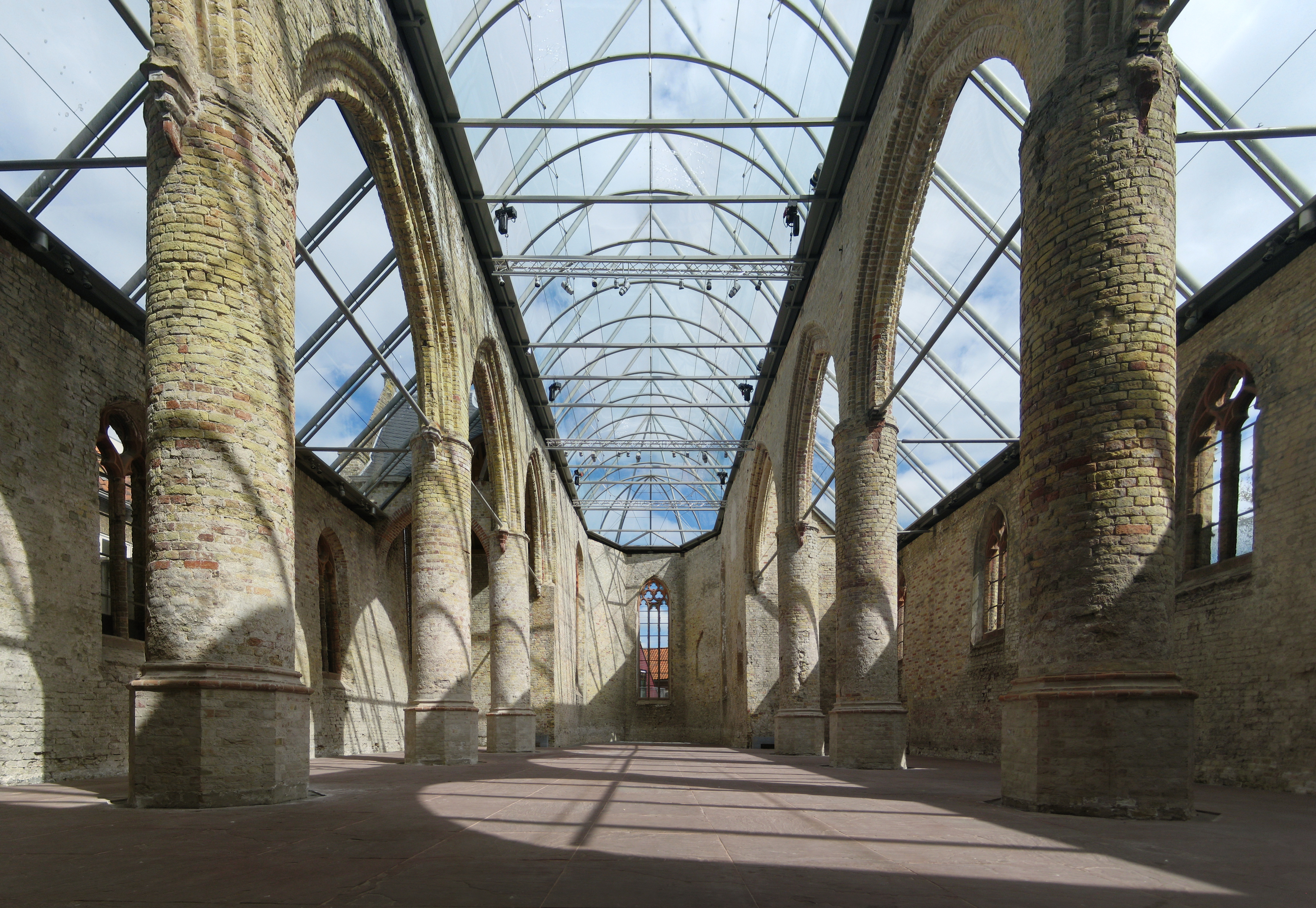
Interieur (2014)